# Казанський хан

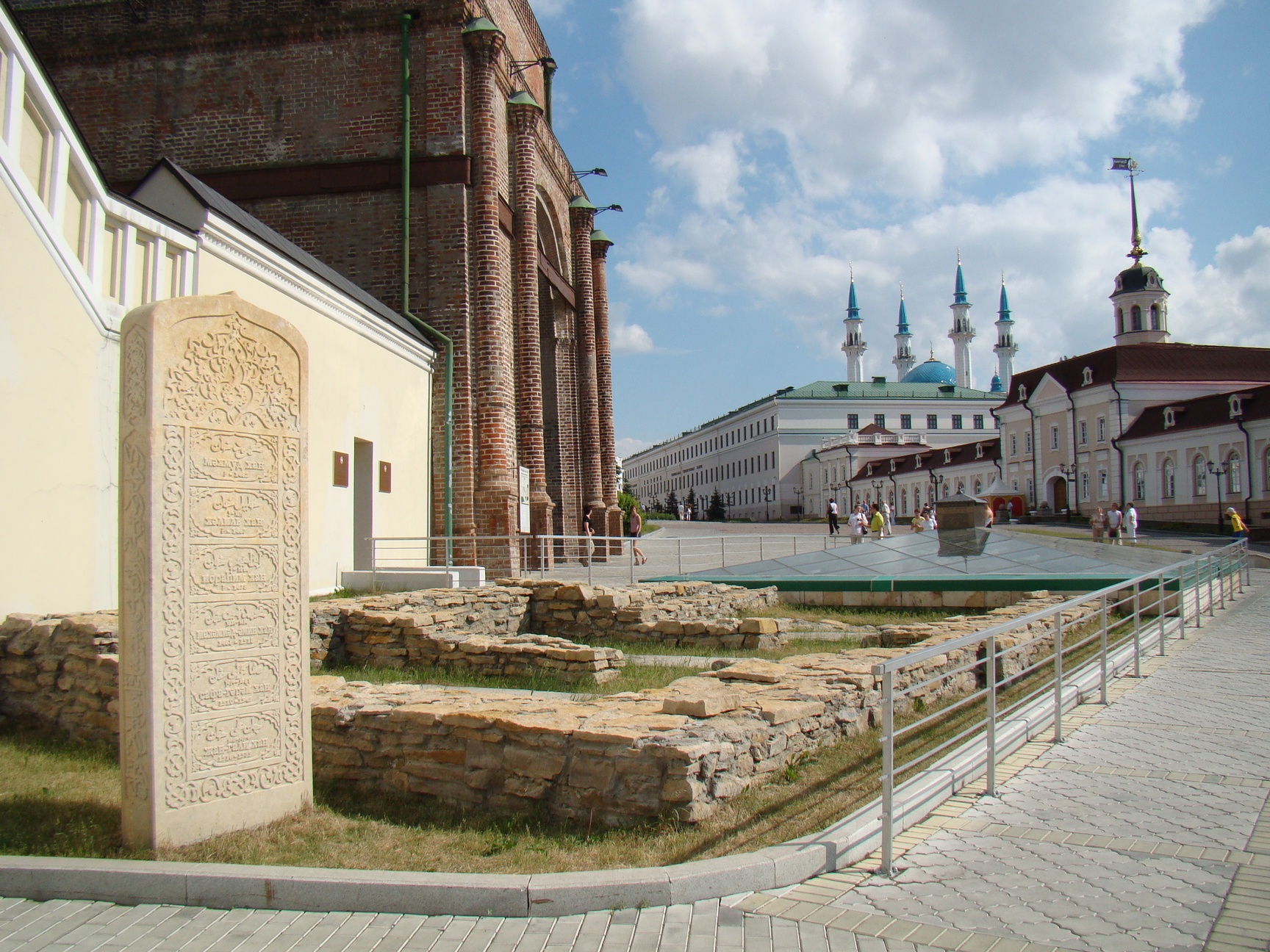
Могили казанських ханів (Казанський кремль, 2009).

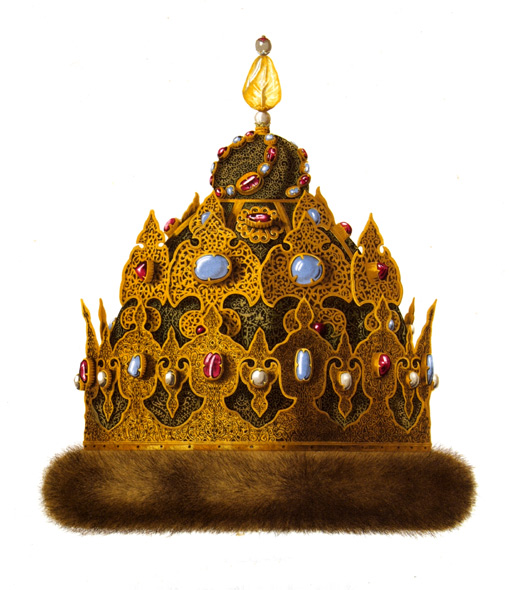
Шапка казанська хана Ядигара-Мухаммеда, одна з найдавніших регалій російських монархів.

Каза́нський ха́н — спадковий титул правителя Казанського ханства. В московських джерелах називається «царем». Після завоювання Казані московськими військами 1552 року московський цар Іван Грозний прийняв титул «казанського царя».

## Список
- 1438—1445: хан Улу-Мухаммед — син оглана Ічкіле Хасана, колишній хан Золотої орди.
- 1445—1466: хан Махмуд — син Улу-Мухаммеда.
- 1466—1467: хан Халіль — син Махмуда.
- 1467—1479: хан Ібрагім — син Махмуда.
- 1479—1484: хан Ільхам — син Ібрагіма.
- 1484—1485: хан Мухаммед-Амін — син Ібрагіма.
- 1485—1487: хан Ільхам (вдруге).
- 1487—1496: хан Мухаммед-Амін (вдуге).
- 1496—1497: хан Мамук — Тюменьський хан.
- 1497—1502: хан Абдул-Латіф — син Ібрагіма.
- 1502—1518: хан Мухаммед-Амін (втретє).
- 1519—1521: хан Шах-Алі — син касимівського султана Шейх-Ауліяра.
- 1521—1524: хан Сахіб-Ґерай — син кримського хана Менглі-Гірея.
- 1524—1531: хан Сафа Ґерай — син кримського «царевича» Фатіх Ґерая
- 1532—1535: хан Джан-Алі — син султана Шейх-Ауліяра.
- 1536—1546: хан Сафа Ґерай (вдруге).
- 1546: хан Шах-Алі (вдруге).
- 1546—1549: хан Сафа Ґерай (втретє).
- 1549—1551: хан Утямиш-Ґерай хан — син Сафа-Гірея.
- 1551—1552: хан Шах-Алі (втретє).
- 1552: хан Ядигар-Мухаммед — син астраханського хана Касима.
- 1553—1556: хан Алі-Акрам — з Ногайської династії.